# 比尔·费尔南德斯
比尔·费尔南德斯（英語：Bill Fernandez，？—？）是美国用户界面设计师和发明家，他是苹果公司1977年成立时的第一位员工，并且是苹果公司的4号员工。他是比尔·费尔南德斯法官（Judge Bill Fernandez）和斑比·费尔南德斯（Bambi Fernandez）的儿子（他们均为斯坦福大学毕业生）。他曾参与开发了Apple I和Apple II个人电脑 ，并且在1980年代是苹果麥金塔开发团队的成员。他在classic Mac OS、QuickTime和HyperCard等多个产品的用户界面方面做出了贡献，并于1994年获得用户界面专利。他还因把自己高中同学史蒂夫·乔布斯介绍给斯蒂夫·沃兹尼亚克而知名。
演员维克多·拉苏克在2013年的电影《乔布斯》中饰演了费尔南德斯。